# Santi Sergio e Bacco (diaconia)
La diaconia dei Santi Sergio e Bacco, una delle sette originali, fu eretta da papa Agatone nel 678. Era situata nell'VIII Regione di Roma, all'interno del Foro Romano, nei pressi dell'Arco di Settimio Severo. Durante il pontificato di papa Gregorio III, il suo edificio ed il suo piccolo oratorio furono ingranditi. Nel 1587, la diaconia fu soppressa da papa Sisto V e, più tardi, sotto il pontificato di papa Paolo V, fu demolita.

## Titolari
- Dauferio (o Desiderio), O.S.B. (1058 - 1059)
- Aldo da Ferentino (1099 - circa 1122)
- Gregorio Tarquini (1122 -1145)
- Raniero Marescotti (1145 - 1145 ? deceduto)
- Cinzio (o Cincius, o Cencius) (1145 - 1148 deceduto)
- Greco (o Grecus, o Greto, o Gretus) (1148 o 1149 - 30 agosto 1149 ? deceduto)
- Giovanni (1150 - 1154 ? deceduto)
- Berardo (o Bernardo) (1160 - 1161), pseudocardinale dell'antipapa Vittore IV
- Vitellio, O.S.B. Cas. (1164 - 1175 deceduto)
- Guglielmo (1172-1173), pseudocardinale dell'antipapa Callisto III
- Paolo (22 settembre 1178 - 1181 ? deceduto)
- Paolo Scolari (marzo 1179 - 1180 nominato cardinale presbitero di Santa Pudenziana)
- Ottaviano Poli dei conti di Segni (1182 - 22 febbraio 1189 nominato cardinale vescovo di Ostia-Velletri)
- Lotario de' Conti di Segni (1190 - 8 gennaio 1198 eletto papa)
- Ottaviano dei conti di Segni (1205 - 1231 deceduto)
- Pietro Colonna, in commendam (18 giugno 1288 - agosto 1290 dimesso)
- Gabriele Rangone, O.F.M.Obs., titolo pro hac vice (12 dicembre 1477 - 27 settembre 1486 deceduto)
- Maffeo Gherardi, O.S.B. (1489 - settembre 1492 deceduto)
- Giuliano Cesarini iuniore (23 settembre 1493 - 29 novembre 1503 nominato cardinale diacono di Sant'Angelo in Pescheria)
- Francisco Desprats, titolo pro hac vice (12 giugno 1503 - 10 settembre 1504 deceduto)
- Giovanni Stefano Ferrero, titolo pro hac vice (22 dicembre 1505 - 5 ottobre 1510 deceduto)
- Alessandro Cesarini seniore (1517 - 1523)
- Vacante (1523 - 1533)
- Odet de Coligny de Châtillon (10 novembre 1533 - 5 febbraio 1549 nominato cardinale diacono di Sant'Adriano al Foro)
- Vacante (1549 - 1557)
- Vitellozzo Vitelli (24 marzo 1557 - 6 marzo 1559 nominato cardinale diacono di Santa Maria in Portico)
- Vacante (1559 - 1587)
- Diaconia soppressa nel 1587